# Луи Си Кей
Луи Си Кей (на английски: Louis C.K.) е американски комик, актьор, сценарист и режисьор. Започва кариерата си през 90-те години на 20 век и постепенно се превръща в един от най-популярните американски комици. Ролинг Стоун го поставят като четвъртия най-добър стендъп комедиант на всички времена, а освен това е носител на две награди Грами за най-добър албум. Създател е и на комедийния сериал Louie, продължил общо 5 сезона и Horace and Pete, където си партнира със Стив Бушеми.
През 2017 година става един от многото американски звезди, обвинен в сексуални посегателства покрай движението Me Too. Множество жени го обвиняват, че той е мастурбирал пред тях, въпреки че преди това е искал тяхното разрешение. Луи признава обвиненията и губи позициите си като актьор и режисьор в Холивуд. В края на 2018 година се завръща като стендъп комик с неочаквани и необявени участия като също предизвиква скандали с шегите си, които вече засягат чувствителни теми.
На 23 юли 2019 година изнася комедийно шоу в България.